# Fria partiet
Fria partiet, Eesti Vabaerakond (EVA) var ett högerliberalt parti i Estland. Partiet grundades 2014. Vid parlamentsvalet 2015 deltog partiet under parollen "Aru pähe!" (ungefär sunt förnuft) och blev med 8,7% av röstetalet och 8 parlamentsledamöter det femte största partiet i valet. I det följande valet 2019 uppnådde partiet endast 1,2 procent och förlorade samtliga mandat i Riigikogu. 2020 slogs partiet samman med Partiet för biologisk mångfald till Estniska framtidspartiet (Eesti Tulevikuerakond).

## Valresultat

### Parlamentsval
| Val  | Röster | Röster | Ledamöter | Ledamöter | Position    | Regering   |
| Val  | #      | %      | #         | ±         | Position    | Regering   |
| ---- | ------ | ------ | --------- | --------- | ----------- | ---------- |
| 2015 | 49,882 | 8.7    |           | ▲ 8       | 5:e största | Opposition |